# قلعه مکونه
قلعه مکونه (به فرانسوی: Kelaat-M'Gouna) یک شهرک در مراکش است که در استان تنغیر واقع شده‌است. قلعه مکونه ۱۴٬۱۹۰ نفر جمعیت دارد.